# Clytia sibogae
Clytia sibogae is een hydroïdpoliep uit de familie Campanulariidae. De poliep komt uit het geslacht Clytia. Clytia sibogae werd in 1917 voor het eerst wetenschappelijk beschreven door Billard. 